# Amnesteophis melanauchen
Amnesteophis melanauchen — вид змій родини полозових (Colubridae). Ендемік Бразилії. Це єдиний представник монотипового роду Amnesteophis.

## Поширення і екологія
Amnesteophis melanauchen відомі за типовим зразком, зібраним до 1863 року, ймовірно, в штаті Баїя.